# Asplenium cirrhatum
Asplenium cirrhatum là một loài thực vật có mạch trong họ Aspleniaceae. Loài này được Rich. ex Willd. miêu tả khoa học đầu tiên năm 1810.